# MS少女

一个MS少女的例子，图中人物的机体原形为RX-121 海兹尔

MS少女是指由日本插畫家明貴美加開始設計的美少女角色，主要是美少女穿上身上如Cosplay的外裝零件。明貴美加在1994年更出版了以此為主題的插畫集《超音速MS少女》。在狹義來說，這類造型角色只限於鋼彈系列作品中登場的機動戰士改編的角色；但廣義的來說，類MS的機器如《超級機器人大戰OG》中登場的人形機動兵器（Personal Trooper）也適用。

## 模型跟Cosplay
受到這種表現方式的影響，有人將娃娃跟MS料件（主要來自MS模型）拼成MS少女。另外插畫家的MS少女也有實體化成商業產品（如KERORO軍曹某集附的日向夏美模型）。而在Cosplay上，因為外裝本來就是設計成供人類穿上類似Cosplay飾件的輕裝，有如一般擬人化角色的Cosplay，故MS少女的裝扮比直接Cosplay MS會來得容易。

## 「GUNDAM FIX GALUTION」
在《Gundam Ace》上連載的MS少女彩圖單元，以一期明貴美加（原型是「GUNDAM FIX FIGURATION」）一期吉崎觀音（原型是「ZEONO GRAPHY」）交替發表，此外還有讀者投稿作品。

## MS少女畫家列表
- 明貴美加
- 駒都英二
- 吉崎觀音

## 外部連結
- 裝甲火力化少女聯結（注意：內有二十一禁聯結）